# Anne Cibis

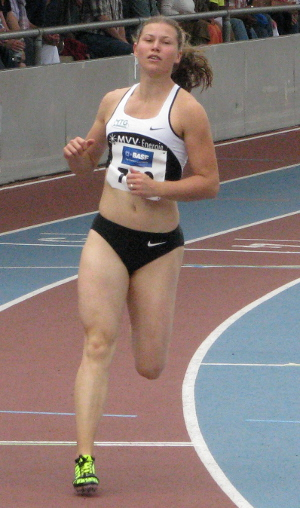
Anne Cibis beim DLV-WM-Testwettkampf 2011 in Mannheim

Anne Cibis, bis zu ihrer Hochzeit 2012 Anne Möllinger (* 27. September 1985 in Worms), ist eine ehemalige deutsche Leichtathletin, die mit der deutschen 4-mal-100-Meter-Staffel bei den Weltmeisterschaften 2009 die Bronzemedaille und bei den Europameisterschaften 2012 die Goldmedaille gewann.

## Leben
Seit 1997 betrieb Anne Cibis bei der Turngemeinde 1846 Worms Leichtathletik, 2003 wechselte sie zur MTG Mannheim. 2003 nahm sie auch an den Junioreneuropameisterschaften in Tampere teil, schied aber im 100-Meter-Lauf im Vorlauf aus. 2004 erreichte sie bei den Juniorenweltmeisterschaften in Grosseto mit der 4-mal-100-Meter-Staffel das Finale, dort wurde die Staffel aber disqualifiziert. Im Jahr 2005, in dem sie auch ihr Abitur am Rudi-Stephan-Gymnasium in Worms ablegte, wurde Cibis mit der Staffel der MTG Mannheim Deutsche Meisterin in der Halle und im Freien. Bei den U23-Europameisterschaften 2005 in Erfurt gewann sie als Schlussläuferin der deutschen Staffel (Karoline Köhler, Verena Sailer, Johanna Kedzierski, Anne Cibis) die Silbermedaille in 44,89 s hinter den Französinnen. Diese Medaille gewann sie auch zwei Jahre später in Debrecen, als sie erneut Schlussläuferin der deutschen Staffel war, die sich nur der russischen Mannschaft geschlagen geben musste. Mit 43,75 s war die Zeit von Anne-Kathrin Elbe, Verena Sailer, Mareike Peters und Anne Cibis allerdings über eine Sekunde schneller als 2005.

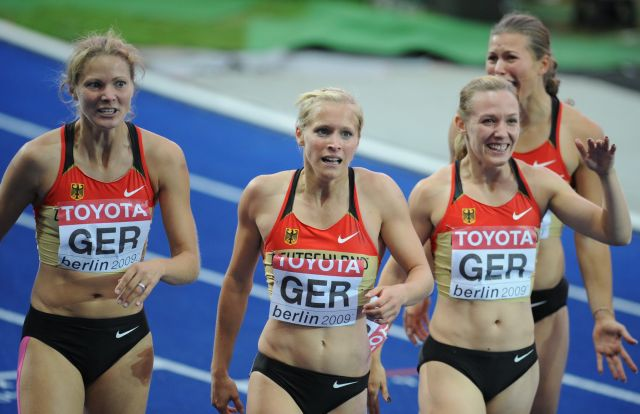
Cibis (rechts) mit der Bronzestaffel bei den Weltmeisterschaften 2009

Bei den Deutschen Meisterschaften 2008 belegte Cibis über 100 Meter den dritten Platz und qualifizierte sich damit für die deutsche Staffel bei den Olympischen Spielen in Peking, wo die Staffel Platz vier erreichte. 2009 wurde Cibis Deutsche Hallenmeisterin über 200 Meter. Bei den Weltmeisterschaften 2009 in Berlin gewann sie mit der 4-mal-100-Meter-Staffel hinter Jamaika und den Bahamas die Bronzemedaille (Marion Wagner, Anne Cibis, Cathleen Tschirch, Verena Sailer). Im folgenden Jahr konnte sie ihren Deutschen Meistertitel in der Halle verteidigen. Bei den Europameisterschaften 2010 und den Weltmeisterschaften 2011 verlor die deutsche Staffel den Stab.

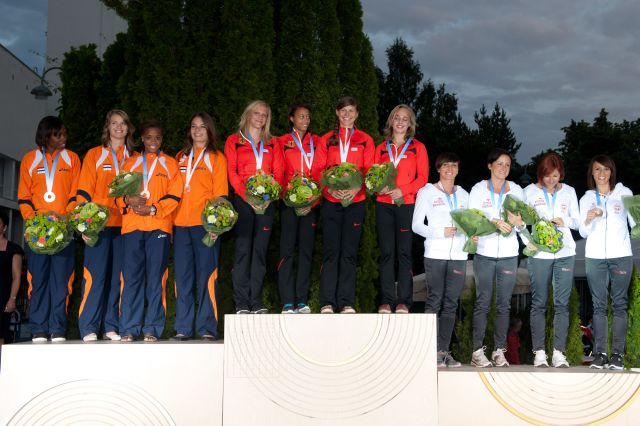
Siegerehrung bei den Europameisterschaften 2012

In Helsinki erreichte Cibis bei den Europameisterschaften 2012 erstmals bei einem internationalen Wettkampf den Endlauf über 100 Meter und wurde mit 11,54 s Siebte. Anschließend gewann sie in der 4-mal-100-Meter-Staffel zusammen mit Leena Günther, Tatjana Pinto und Verena Sailer die Goldmedaille. In derselben Besetzung erreichte die Staffel bei den Olympischen Spielen in London Platz fünf. Nach den Spielen erklärte sie ihren Rücktritt vom Leistungssport. Am Ende der Saison wurde sie von der Stadt Mannheim vor Elisabeth Seitz und Carolin Leonhardt als Sportlerin des Jahres 2012 ausgezeichnet.
Cibis' Bestzeit über 100 Meter steht bei 11,17 s (2012), über 200 Meter bei 23,15 s (2012). Sie hatte bei einer Körpergröße von 1,73 m ein Wettkampfgewicht von 68 kg. Cibis wurde von Valerij Bauer trainiert. Sie studierte an der Universität Heidelberg Sport und Mathematik auf Lehramt und schloss 2010 ihr Studium erfolgreich ab. Nach dem Referendariat begann sie 2012 als Lehrerin an einer Schule in Mannheim.